# Крутиголовка звичайна
Крутиголовка звичайна, лем. ґівґач, ґівґор (Jynx torquilla) — невеликий птах з рухливою шиєю, що належить до родини дятлових, хоча за зовнішнім виглядом більше нагадує горобцеподібних. Від інших дятлоподібних відрізняє ряд ознак: не довбає деревину; часто ходить по землі; живиться мурашками та їхніми личинками, є єдиним перелітним видом серед дятлоподібних Європи. Об'єднує крутиголовку з дятлоподібними перш за все будова ніг — два пальці обернені вперед і два назад; довгий клейкий язик; а також хвилеподібний характер польоту. В Україні гніздовий, перелітний птах.

## Морфологічні ознаки

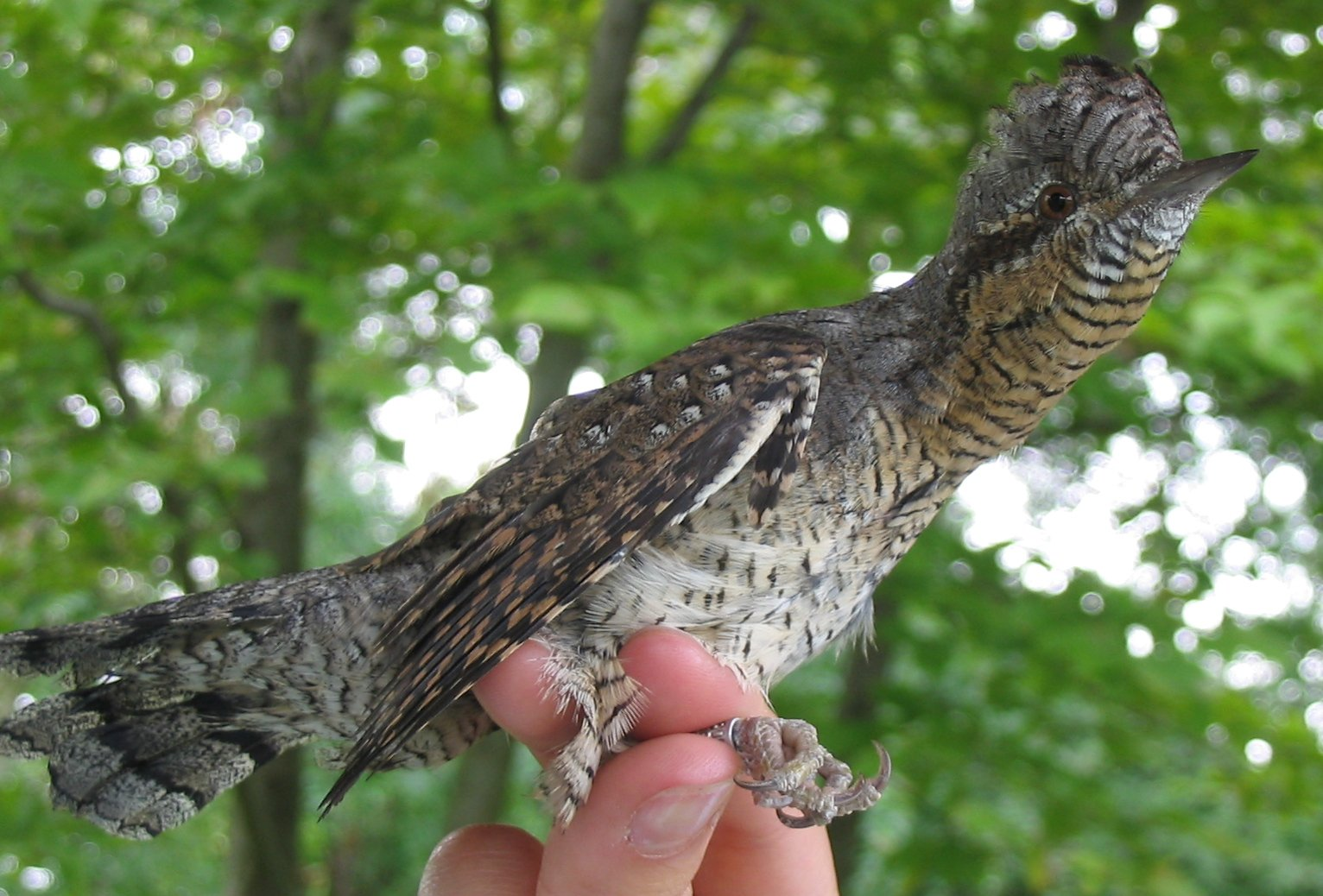
Крутиголовка отримала свою назву завдяки вмінню витягати шию та обертати головою

Крутиголовка легко впізнавана за зовнішнім виглядом. Застигнутий зненацька птах розправляє хвіст, піднімає пір'я, опускає крила, при цьому обертає шиєю, очима та видає шиплячі звуки, роблячи випади.
Статевий диморфізм не виражений. Дорослий птах бурувато-сірий, з білуватою і чорною строкатістю; за очима темні смуги; через тім'я, шию і спину проходить темно-бура смуга; низ вохристо-білий, з бурою поперечною строкатістю; махові пера бурі, зі світло-бурими плямами; стернові пера заокруглені, бурувато-сірі, з темними смугами; дзьоб і ноги бурі. У молодого птаха оперення тьмяніше. Дзьоб зовсім не схожий на дзьоб інших дятлів; він у крутиголовки середніх розмірів і дещо загнутий на кінці.
Довжина тіла 16—17 см, розмах крил 25—27 см, вага 32—48 г.

## Поширення
У Північній Африці — північно-східний Алжир та прилеглі частини Тунісу. Євразія від атлантичного узбережжя на схід до басейну Колими та, південніше, до тихоокеанського узбережжя. На північ у Скандинавії до 67-ї паралелі, до південної частини Мурманської області, на схід в Європейській частині Росії до 65-ї паралелі, в Західний СибірЗахідному Сибіру до 64-ї паралелі, в долині Єнісею до 66-ї паралелі, в долині Хатанги та Лени до 68-ї паралелі, в долині Колими до 68-ї паралелі. На південь до Середземного моря, Малої Азії, північно-західного Ірану, південнокаспійських провінцій Ірану. На схід південна межа проходить в долині Волги в області 49-ї паралелі, в долині Уралу по 50-й паралелі, в Північному Казахстані в області 51-ї паралелі та далі вид поширений на південь від Семипалатинська, південно-західного Алтаю, Хангая, Хейлунцзяна, північної частини Корейського півострова. Ізольовані ділянки охоплюють Кашмір на захід від Читрала та гірські області середнього Китаю — Ганьсу, східний та південний Цинхай, північну Сичуань. Острови: Сицилія, Сардинія, Корсика, південно-східна Велика Британія, Шантарські, Сахалін, Шикотан, Кунашир, Хоккайдо.
Зимує в тропіках Африки й Азії.
В Україні гніздиться по всій території, крім високогір'я; мігрує скрізь.

## Місця існування
Населяє мішані та листяні ліси з різновіковим деревостаном на сухих ґрунтах. Охоче оселяється в заплавних лісах. У хвойних лісах селиться біля узлісся, ялинових лісів уникає. Віддає перевагу острівним ділянкам лісів, узліссям, галявинам, вирубкам, де є невеликі групи дерев, кущі та трухляві пні. Нерідко вони гніздяться і на поодиноких деревах і біля околиць населених пунктів.

## Чисельність
Чисельність в Європі оцінюється в 0,58—1,3 млн пар, в Україні — 35—55 тис. пар.

## Гніздова біологія

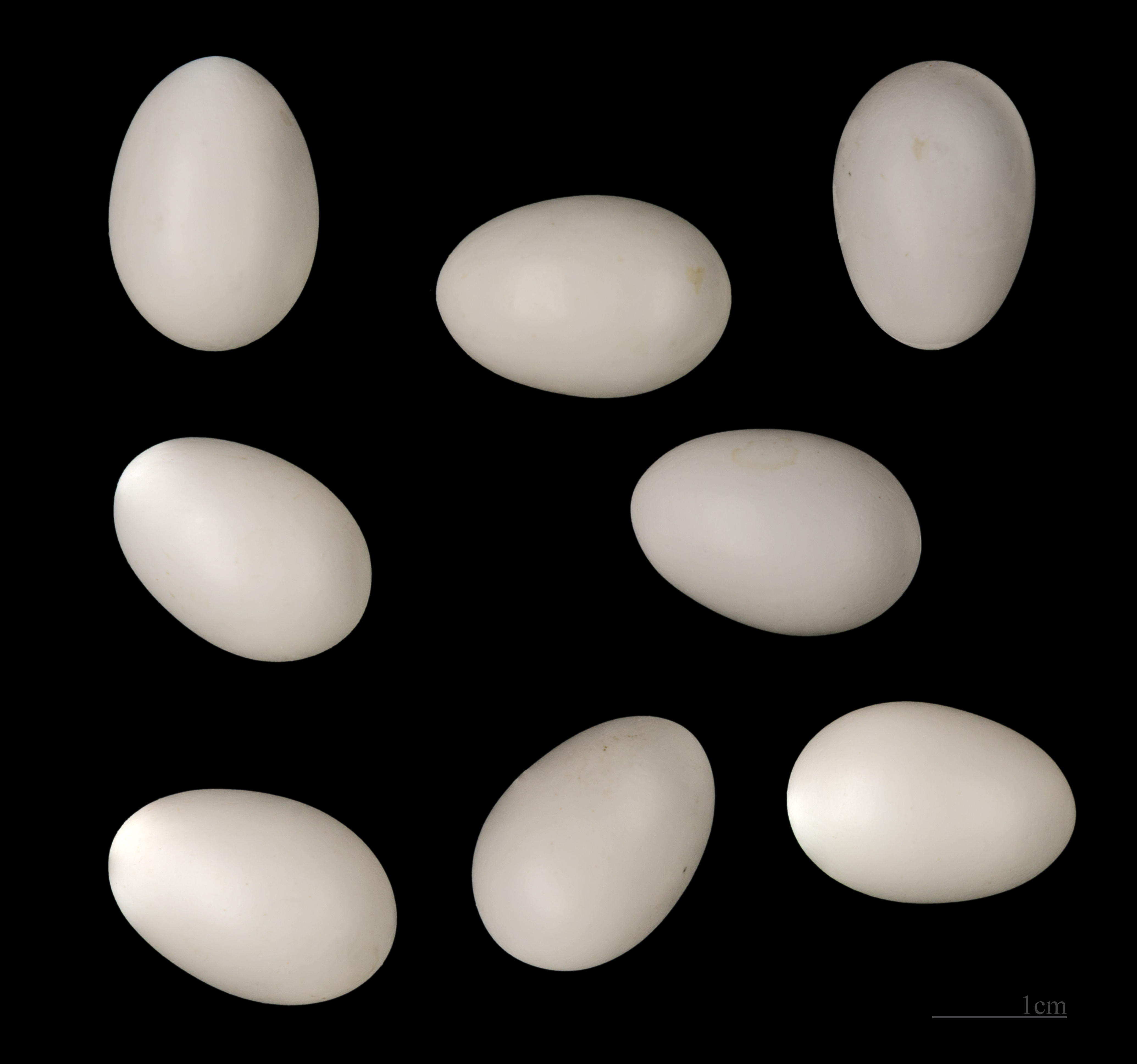
Jynx torquilla

На місця гніздування крутиголовки прилітають пізно — в середині — кінці квітня. Гніздяться окремими парами, що розміщуються на відстані не ближче 200 м одна від одної. Гніздо розміщує в дуплі, що видовбане дятлом, або у природних порожнинах стовбурів дерев, пнів тощо. Охоче заселяє штучні гніздівлі (шпаківні). Нерідко розпочинає гніздування в дуплах, зайнятих іншими дрібними птахами-дуплогніздниками (при цьому крутиголовка викидає яйця або навіть пташенят попередніх хазяїв). Висота розташування дупел 1—10 м (частіше 2—4). Справжнього гнізда не будує, відкладає яйця на наявний субстрат.
Відкладання яєць відбувається у травні. У повній кладці 7—10 яєць, зрідка 5—6, а в окремих випадках 11—12. Шкаралупа яєць біла, дещо блискуча. Насиджування продовжується 12—14 днів. Протягом року зазвичай одна кладка, проте при її втраті буває повторна. Новонароджені пташенята, як у інших дятлів, — голі, нижня щелепа довша за верхню, є п'ятковий мозоль. Вигодовування пташенят триває 18—19 днів.

## Живлення
Основна їжа крутиголовок — різні види мурашок, їх личинки та лялечки, та інші дрібні комахи, яких вони здобувають, розриваючи мурашники та руйнуючи гнилі пні. Знайшовши мурашник, птах запускає в нього свій довгий і клейкий язик, стурбовані мурашки чіпляються в ниткоподібний язик і заковтуються птахом. Рідше крутиголовки поїдають попелиць, коників та інших комах.

## Підвиди
Нараховують 6 підвидів:

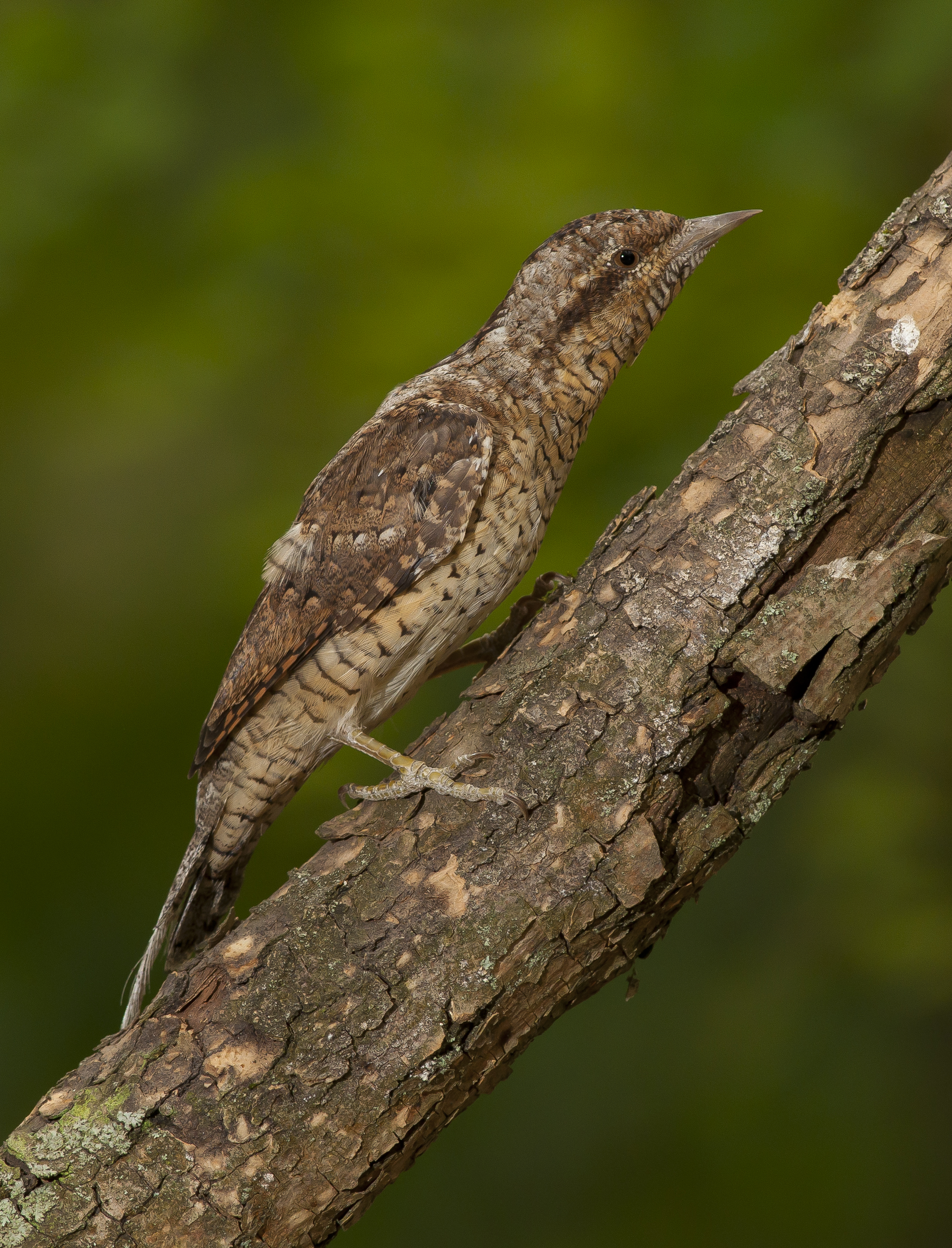
Крутиголовка у НПП «Великий луг»

- Jynx torquilla chinensis Hesse, 1911
- Jynx torquilla himalayana Vaurie, 1959
- Jynx torquilla mauretanica Rothschild, 1909
- Jynx torquilla sarudnyi Loudon, 1912
- Jynx torquilla torquilla Linnaeus, 1758
- Jynx torquilla tschusii O. Kleinschmidt,1907